# 12014 Bobhawkes
12014 Bobhawkes è un asteroide della fascia principale. Scoperto nel 1996, presenta un'orbita caratterizzata da un semiasse maggiore pari a 2,3897736 UA e da un'eccentricità di 0,1576028, inclinata di 1,73830° rispetto all'eclittica.